# Мойготи
Мойготи (рос. Мойготы) — село Тункинського району, Бурятії Росії. Входить до складу Сільського поселення Монди.
Населення —  5 осіб (2015 рік). 